# Hippodamia falcigera
Hippodamia falcigera är en skalbaggsart som beskrevs av George Robert Crotch 1873. Hippodamia falcigera ingår i släktet Hippodamia och familjen nyckelpigor. Inga underarter finns listade i Catalogue of Life.